# Улица Коншиных (Серпухов)
Улица Коншиных (Серпухов) — одна из улиц в центральной части города Серпухов Московской области. Улица располагается вдоль протекающей рядом реки Нары.

## Описание
Улица Коншиных города Серпухова берет свое начало от Нового моста, переходя из Пролетарской улицы и далее уходит в северо-западном направлении, а позднее в северном направлении. Заканчивается улица Коншиных переходя во 2-ю Пролетарскую улицу.
Улицу Коншиных пересекает улица Форсса.
По ходу движения с начала улицы справа примыкают — Новый мост, переходящий в улицу Оборонная.
По ходу движения с начала улицы слева примыкают — улица Красный Текстильщик, улица Глазечня, Красилоотделочная улица, Товарищеская улица и Дальняя улица.
Нумерация домов по улице ведется со стороны Нового моста и Пролетарской улицы.
Почтовый индекс улицы Коншиных в городе Серпухов — 142201.
Улица Коншиных на всем своем протяжении является улицей с двусторонним движением.

## Примечательные здания и сооружения
- Богоявленская церковь (Церковь Богоявления Господня) — улица Пролетарская, владение 86.
- Театр, художественная-мастерская «Зазеркалье» — улица Красный Текстильщик, владение 6А. Предшественником театра «Зазеркалье» был творческий коллектив с названием «Скоморошина», который был образован в 1993 году. В 2002 году театр стал муниципальным и сменил название на «Зазеркалье»[2].
- Памятник Владимиру Ильичу Ленину (жанровая скульптура) — сквер на перекрестке улицы Коншиных и улицы Красный Текстильщик.
- Государственное бюджетное учреждение здравоохранения Московской области Серпуховская Центральная районная больница — улица Форсса, владение 3. Учреждение постоянно развивается и модернизируется — в 2016 году выполнен капитальный ремонт инфекционного стационара больницы[3], в 2019 году открылся обновленный дневной стационар на 40 коек[4].

## Транспорт
По улице Коншиных осуществляется движение городского общественного транспорта. По удине проходят городские автобусные маршруты № 6, № 15, № 17, № 29, № 103. и № 106.